# Nadia Prasad
Nadia Prasad (geb. Bernard; * 6. Oktober 1967 in Caussade, Département Tarn-et-Garonne) ist eine ehemalige französisch-neukaledonische Langstreckenläuferin.

## Leben
Sie wuchs in Neukaledonien auf und nahm bereits mit 15 Jahren an den Südpazifik-Spielen 1983 teil, bei denen sie Gold über 1500 und 3000 Meter. Vier Jahre später verteidigte sie ihre Titel und gewann obendrein Silber über 800 Meter. Sie lernte bei dieser Veranstaltung den fidschianischen Langstreckenläufer Binesh Prasad kennen, den sie zwei Jahre später heiratete.
Ihr erster großer Erfolg war der Sieg beim Las-Vegas-Marathon 1991. Nachdem sie in den folgenden beiden Jahren zwei Kinder zur Welt gebracht hatte, kehrte sie ins Wettkampfgeschehen zurück. 1993 wurde sie Siebte beim Boston-Marathon und Dritte beim New-York-City-Marathon.  1995 siegte sie beim Los-Angeles-Marathon, wurde französische Meisterin über 10.000 Meter, gewann, für Neukaledonien startend, drei Goldmedaillen bei den Südpazifik-Spielen (über 1500, 3000 und 10.000 m). Für Frankreich startete sie beim Marathon der Weltmeisterschaften in Göteborg, erreichte aber nicht das Ziel.
1996 stellte sie beim Paris-Halbmarathon den aktuellen Streckenrekord und französischen Rekord von 1:09:15 h auf. Als Gesamtdritte des Paris-Marathons wurde sie französische Meisterin, und beim Marathon der Olympischen Spiele in Atlanta kam sie auf den 56. Platz.
Nadia Prasad ist 1,58 m groß und wiegt 44 kg. Sie lebt mit ihrem Ehemann und vier Kindern in Boulder (Colorado), wo sie als Trainerin und Masseurin tätig ist. Seit 2000 ist sie US-Amerikanerin.

## Persönliche Bestzeiten
- 10.000 m: 32:24,96 min, 13. Juli 1994, Saint-Maur
- 10-km-Straßenlauf: 31:38 min, 16. Oktober 1994, Chula Vista
- Halbmarathon: 1:09:15 h, 17. März 1996, Paris
- Marathon: 2:29:48 h, 5. März 1995, Los Angeles